# Cerknica (plaats)
Cerknica is een plaats in Slovenië en maakt deel uit van de gemeente Cerknica in de NUTS-3-regio Notranjskokraška. De plaats telde 4.018 inwoners op 1 januari 2020.
De naam Cerknica is afkomstig van het woord Cerkvnica, een univerbatie van Cerkvna (vas) dat 'kerkdorp' betekent. Waarschijnlijk werd er al in de 9e eeuw een kerk gesticht in Cerknica. De originele kerk werd echter platgebrand tijdens de Turkenoorlogen in 1472.